# روزلند، کالیفرنیا
روزلند (به انگلیسی: Roseland) یک منطقهٔ مسکونی در ایالات متحده آمریکا است که در شهرستان سونوما، کالیفرنیا واقع شده‌است. روزلند ۲٫۴۳۵ کیلومتر مربع مساحت و ۶٬۳۲۵ نفر جمعیت دارد و ۴۱ متر بالاتر از سطح دریا قرار دارد.